# Raisonnement révisable
Le raisonnement révisable est un type de raisonnement qui est basé sur des raisons qui sont révisables, elle est opposée à la raison irévisable de la logique déductive. Le raisonnement révisable est un type particulier de raisonnement non-démonstratif, où le raisonnement ne produit pas une démonstration complète, ou finale d'une déclaration, c'est-à-dire, où la faillibilité et la corrigibilité de conclusion sont reconnus. En d'autres mots, le raisonnement révisable produit une déclaration contingente.  D'autre type de raisonnement non-démonstratif existent, dont les suivants: le raisonnement probabiliste, raisonnement inductif, raisonnement statistique, raisonnement abductif, ou encore le raisonnement paracohérent.
Les différences entre ces types de raisonnement correspondent aux différences existantes entre chaque type de raisonnement utilisé:
- Deductif (à partir d'un postulat, d'un axiome): si p alors q (c'est-à-dire, q ou non-p)
- Révisable (à partir d'une autorité): si p alors q
- Probabiliste (à partir de combinaisons): si p alors (probablement) q
- Statistique (à partir de données et de présomption):  la fréquence de qs parmi ps est élevée; Par conséquent, (dans le bon contexte) si p alors (probablement) q
- Inductif (formation d'une théorie; à partir de données, cohérence, simplicité, et confirmation): (inductible) "si p alors q"; par conséquent, si p alors (déductible-mais-révisable) q
- Abductif (à partir de données et de théorie):  p et q sont corrélées, et q est suffisant pour p; par conséquent, si p alors (abductiblement) q comme cause

Le raisonnement révisable trouve sa pleine expression dans la jurisprudence, l'éthique, l'épistémologie, en pragmatique en conversations conventionnelles en linguistique, en constructivisme, et dans la représentation du savoir.

## Histoire
Bien que Aristote différenciait les formes de raisonnement qui étaient valable en logique et en philosophie, de celles qui sont utilisés dans la vie quotidienne (voir dialectique et rhétorique), les philosophes du XXe siècle se sont principalement concentrés sur le raisonnement déductif. À la fin du XIXe siècle, les textes de logique utilisaient souvent les types de raisonnement démonstratif, et non-démonstratif, se concentrant plus sur ce dernier. Cependant, après l'essor de la logique mathématique grâce à Bertrand Russell, Alfred North Whitehead, et Willard Van Orman Quine, les derniers textes logiques  du XXe siècle accordaient peu d'attention aux modes d'inférences non-déductives.
Il y a plusieurs exceptions notables. John Maynard Keynes a écrit sa thèse sur le raisonnement non-démonstratif, et a ainsi influencé la pensée de Ludwig Wittgenstein concernant ce sujet. Wittgenstein, à son tour, a eu beaucoup d'admirateurs, incluant le positiviste et linguiste John L. Austin, Stephen Toulmin en rhétorique (Chaim Perelman aussi), les théoriciens moraux W.D. Ross et C.L. Stevenson, et l'épistémologue/ontologiste Friedrich Waismann.
Les philosophes traitant de la théorie morale et de la rhétorique avaient pris pour largement acquis la révisabilité lorsque les épistémologues américains ont redécouvert les pensées de Wittgenstein sur le sujet: John Ladd, Roderick Chisholm, Roderick Firth, Ernest Sosa, Robert Nozick, et John L. Pollock ont tous commencé à écrire avec de nouvelles convictions comment une apparence rouge était seulement une raison révisable de croire que ce quelque chose est rouge.
Au même moment (au milieu des années 1960), deux étudiants, Brian Barry et David Gauthier, appliquaient le raisonnement révisable à des arguments politiques et au raisonnement pratique (d'action), respectivement. Joel Feinberg et Joseph Raz commençaient à produire des travaux en éthique et en jurisprudence  renseigné par la révisabilité.  
Les œuvres les plus significatives traitant de révisabilité au milieu des années 1970 étaient en épistémologie où John Pollock a écrit, en 1974, Knowledge and Justification. Le travail de Pollock était important précisément parce qu'il a pu mener la révisabilité très près de la logique philosophique.
La révisabilité avait toujours été étroitement liée à l'argument, la rhétorique et à la loi, sauf à l'épistémologie, où l'origine de la raison, n'est pas souvent discutée. La Dialectique de Nicholas Rescher est un exemple montrant combien il était difficile pour les philosophes de contempler des systèmes plus complexes de raisonnement révisable. Ce fut en partie parce que les partisans de la logique informelle sont devenus les protecteurs de l'argumentation et la rhétorique tout en insistant que le formalisme était un anathème pour argumenter.
À cette époque, les chercheurs en intelligence artificielle se sont intéressés à un raisonnement non monotone et à sa sémantique. Avec des philosophes tels que Pollock et Donald Nute, des dizaines de chercheurs en informatique et en logique ont créé des systèmes complexes de raisonnement révisable entre 1980 et 2000.

## Utilisation politique et judiciaire
De nombreux philosophe politique ont utilisé le mot inrévisable lors de discussions portant sur les droits, par exemple, qui est indéniable, divin, ou indubitable. Philosophes qui utilisent le mot révisable ont eu historiquement différentes visions du monde de ceux qui utilisent le mot imprescriptible; par conséquent, il est rare de trouver des auteurs qui utilisent les deux mots.
Dans des opinions judiciaires, l'utilisation de révisable est d'usage commun. Il y a cependant un désaccord entre les logiciens juridiques, si le raisonnement révisable est central. H.L.A. Hart donne dans The Concept of Law deux exemples connus de révisabilité :  « Pas de véhicules dans le park » (excepté durant les parades); et "Offre, acceptation, et le mémorandum produit un contrat" (excepté quand le contrat est illégal, les parties sont mineurs, en état d'ébriété, etc.).

## Spécificité
L'un des principaux différents lors de la production de système de raisonnement révisable est le statut d'une règle de spécificité'.  Dans sa forme la plus simple, c'est la même règle qu'une sous-classe d'un héritage:
```
 (R1) si 
r
 alors (révisablement) 
q
                          par ex., si oiseau, alors il peut voler
 (R2) si 
p
 alors (révisablement) 
non-q
                      par ex., si pingouin, alors il ne peut pas voler
 (O1) si 
p
 alors (déductivement) 
r
                          par ex., si pingouin, alors oiseau
 (M1) discutablement, p                                     par ex., discutablement, pingouin
 (M2) R2 est une raison plus spécifique que R1              par ex., R2 est mieux que R1
 (M3) par conséquent, discutablement, non-q                 par ex., par conséquent, discutablement, non-vole
```

Environ la moitié des systèmes de raisonnement révisable discuté aujourd'hui adopte une règle de spécificité. Par exemple, le système dialectique de Rescher utilise de spécificité.